# Claes Rosendahl
Claes-Erik Rosendahl, född 27 februari 1929 i Trelleborg, död 27 september 2013 i Partille församling, Västra Götalands län, var en svensk musiker (saxofon, flöjt och klarinett), dirigent, arrangör och kompositör.
Rosendahl spelade under 1950-talet med Putte Wickmans och Simon Brehms orkestrar och på 1960-talet med bland andra Arne Domnérus. Han var även fast medlem av Radiojazzgruppen och en ofta anlitad arrangör för skivproduktion, i radio och TV.
Han dirigerade även Sveriges bidrag i Eurovision Song Contest 1971.
Han erhöll 1975 Sveriges kompositörer och textförfattares stipendium.

## Filmmusik
- 1963 – Protest
- 1970 – Nana